# Cupa Mitropa 1931
Ediția a V-a a Cupei Mitropa a reunit la startul competiției cele mai bune 8 echipe din Austria, Ungaria, Cehoslovacia și Italia. 
Finala Cupei Mitropa 1931, a fost un derby 100% vienez între Wiener AC și First Vienna FC 1894 care a adus aminte de întâlnirile din Cupa Challenge. De data aceasta First Vienna FC 1894 și luat revanșa învingând mai întâi în deplasare cu 3-2 și mai apoi cu 2-1.

## Echipele participante pe națiuni
| Austria      | Wiener AC First Vienna FC 1894                |
| Ungaria      | FC MTK Hungaria Budapesta FC Bocskai Debrecen |
| Cehoslovacia | AC Sparta Praga SK Slavia Praga               |
| Italia       | Foot-Ball Club Juventus A.S. Roma             |

## Etape

### Sferturi
| Echipa 1                  | General | Echipa 2             | Prima manșă | A doua manșă |
| ------------------------- | ------- | -------------------- | ----------- | ------------ |
| First Vienna FC           | 7 - 0   | Bocskai SC, Debrecen | 3 - 0       | 4 - 0        |
| Slavia Praga              | 2 - 3   | A.S. Roma            | 1 - 1       | 1 - 2        |
| Wiener Athletiksport Club | 6 - 4   | MTK Hungária FC      | 5 - 1       | 1 - 3        |
| Juventus FC               | 2 - 2   | Sparta Praga         | 2 - 1       | 0 - 1        |

Playoff-ul dintre FC Juventus și Sparta Praga a fost câștigat din de oaspeți cu scorul de 3-2.

### Semifinale
| Echipa 1        | General | Echipa 2                  | Prima manșă | A doua manșă |
| --------------- | ------- | ------------------------- | ----------- | ------------ |
| First Vienna FC | 6 - 3   | A.S. Roma                 | 3 - 2       | 3 - 1        |
| Sparta Praga    | 6 - 6   | Wiener Athletiksport Club | 3 - 2       | 3 - 4        |

Playoff-ul dintre Sparta Praga și Wiener AC a fost câștigat din de oaspeți cu scorul de 2-0.

## Finala
| Echipa 2             | General | Echipa 2                  | Prima manșă | 2nd leg |
| -------------------- | ------- | ------------------------- | ----------- | ------- |
| First Vienna FC 1894 | 5 - 3   | Wiener Athletiksport Club | 3 - 2       | 2 - 1   |

### 1-a manșă
| Wiener AC                   | 2 – 3 | First Vienna FC 1894                              |
| --------------------------- | ----- | ------------------------------------------------- |
| Richard Hanke 2' Müller 22' |       | Gustav Tögel 30' Adelbrecht 63' Becher 87' (o.g.) |

| WIENER ATHLETIKSPORT CLUB: |  |                 |
|                            |  |                 |
| GK                         |  | Rodolphe Hiden  |
| DF                         |  | Johann Becher   |
| DF                         |  | Karl Sesta      |
| MF                         |  | Georg Braun     |
| MF                         |  | Ernst Löwinger  |
| MF                         |  | Rudolf Kubesch  |
| FW                         |  | Franz Cisar     |
| FW                         |  | Heinrich Müller |
| FW                         |  | Heinrich Hiltl  |
| FW                         |  | Richard Hanke   |
| FW                         |  | Karl Huber (c)  |
| Manager:                   |  |                 |
| Karl Geyer                 |  |                 |

| FIRST VIENNA FC 1894: |  |                   |
|                       |  |                   |
| GK                    |  | Karl Horeschovsky |
| DF                    |  | Karl Rainer       |
| DF                    |  | Josef Blum (c)    |
| MF                    |  | Willibald Schmaus |
| MF                    |  | Leopold Hofmann   |
| MF                    |  | Leonhard Machu    |
| FW                    |  | Anton Brosenbauer |
| FW                    |  | Josef Adelbrecht  |
| FW                    |  | Fritz Gschweidl   |
| FW                    |  | Gustav Tögel      |
| FW                    |  | Franz Erdl        |
| Manager:              |  |                   |
| Ferdinand Frithum     |  |                   |

### 2-a manșă
| Vienna       | 2 – 1 | WAC       |
| ------------ | ----- | --------- |
| Erdl 6', 41' |       | Hanke 65' |

| FIRST VIENNA FC:  |  |                   |
|                   |  |                   |
| GK                |  | Karl Horeschovsky |
| DF                |  | Karl Rainer       |
| DF                |  | Josef Blum (c)    |
| MF                |  | Willibald Schmaus |
| MF                |  | Leopold Hofmann   |
| MF                |  | Leonhard Machu    |
| FW                |  | Anton Brosenbauer |
| FW                |  | Josef Adelbrecht  |
| FW                |  | Fritz Gschweidl   |
| FW                |  | Gustav Tögel      |
| FW                |  | Franz Erdl        |
| Manager:          |  |                   |
| Ferdinand Frithum |  |                   |

| WIENER ATHLETIKSPORT CLUB: |  |                 |
|                            |  |                 |
| GK                         |  | Rudolf Hiden    |
| DF                         |  | Johann Becher   |
| DF                         |  | Karl Sesta      |
| MF                         |  | Georg Braun     |
| MF                         |  | Ernst Löwinger  |
| MF                         |  | Rudolf Kubesch  |
| FW                         |  | Wilhelm Cutti   |
| FW                         |  | Heinrich Müller |
| FW                         |  | Heinrich Hiltl  |
| FW                         |  | Richard Hanke   |
| FW                         |  | Karl Huber (c)  |
| Manager:                   |  |                 |
| Karl Geyer                 |  |                 |